# Römerbrücke (Köln)
Die Römerbrücke in Colonia Claudia Ara Agrippinensium (Köln) war die erste Brücke über den Rhein auf dem Gebiet des heutigen Kölns und der weiteren Umgebung. Das Bauwerk wurde unter Kaiser Konstantin I. von der Legio XXII Primigenia errichtet, weswegen auch die Bezeichnung Konstantinbrücke oder Konstantinische Brücke geläufig ist. An ihrer Stelle überspannt heute die Deutzer Brücke den Rhein.

## Entstehung

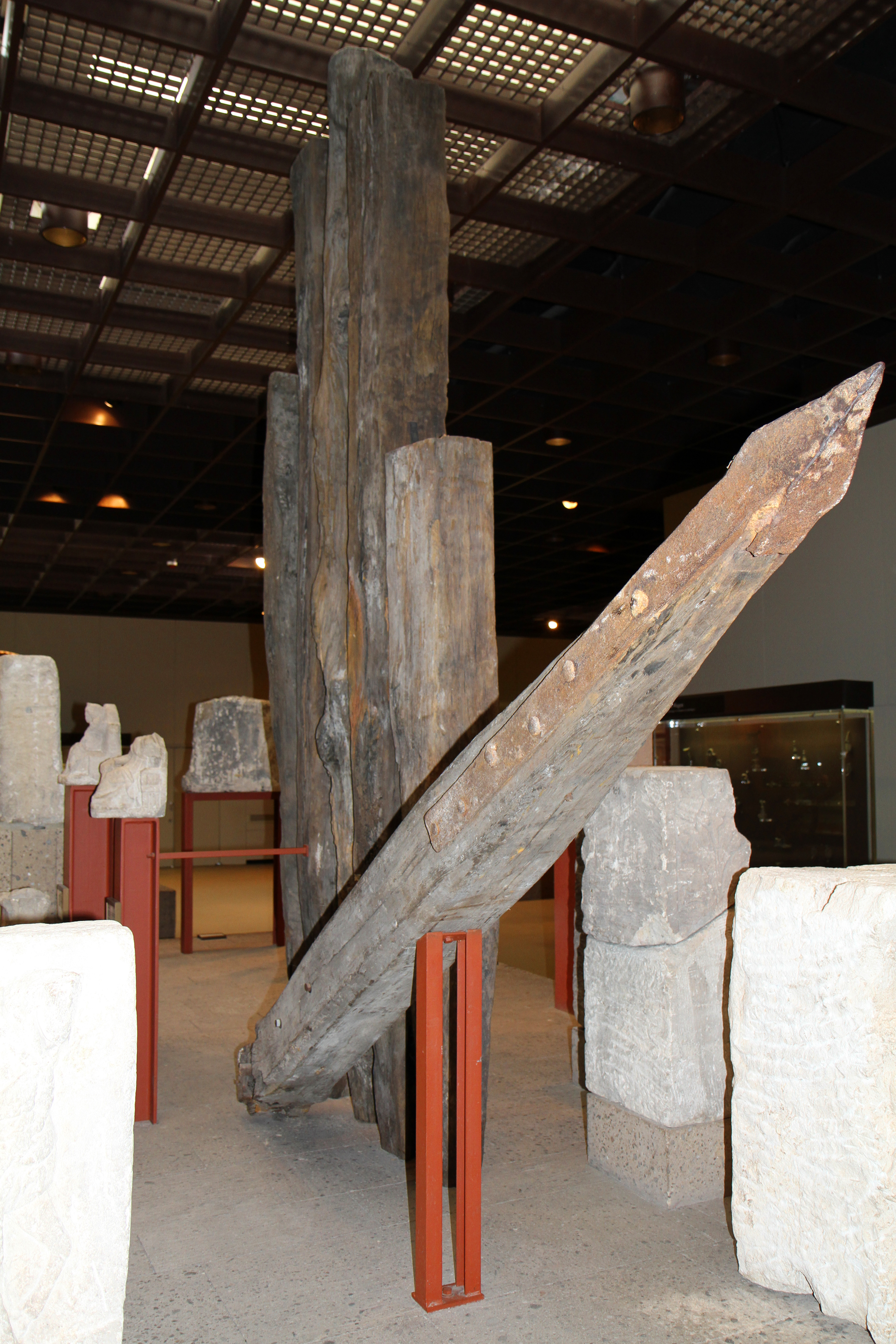
Eichenpfähle des Fundaments

Aus einer Prunkrede des Eumenius in Trier zu Ehren Konstantins kann entnommen werden, dass die Bauarbeiten 310 n. Chr. begonnen wurden: „(Die Franken) können so wenig daran denken, den Strom zu überschreiten, dass sie jetzt, obwohl eine Brücke gebaut wird, es noch viel weniger wagen.“ Dieses Entstehungsjahr konnte auch vorläufig bestätigt werden durch den äußersten Jahrring von acht schweren Eichenholzpfählen, die im Römisch-Germanischen Museum ausgestellt sind. Neben Eichenholz verwendeten die Römer zum Brückenbau auch Tannen- und Buchenholz. 
Die Brücke verband die linksrheinische römische Stadt mit dem neuen rechtsrheinischen Brückenkopfkastell Divitia (Castrum Divitia) im heutigen Deutz. Sie war damit die erste feste Brücke über den Rhein, „da wo der Fluss in der Fülle seiner Kraft steht, wo er durch seine gewältige Strömung furchtbar ist.“

## Konstruktion
Die Brücke war auf 19 Strompfeilern aus Werkstein errichtet, zwischen denen Holzbinder gespannt waren. Diese Strompfeiler, von denen 15 durch ergrabene Pfahlreste archäologisch sicher nachgewiesen sind, trugen den gut 400 Meter langen hölzernen Oberbau mit einer rund 11 Meter breiten Fahrbahn. Fundament und Tragwerk für die oberhalb des Wassers sichtbaren Brückenaufbauten bildeten im Flussbett verankerte Konstruktionen aus tief in den Grund gerammten Eichenpfählen, deren Zwischenräume mit Mörtel und Steinen verfüllt waren. Eine Durchfahrt für den Schiffsverkehr wie auch ein mittiger Brückenturm (beide Elemente finden sich immer wieder in Beschreibungen der Brücke) sind nicht durch entsprechende archäologische Funde belegt. Archäologische Funde von Pfahlresten der Holz- und Steinkonstruktionen sind im Römisch-Germanischen Museum zu sehen, wie auch eine dem zu vermutenden Aussehen der Brücke entsprechende Rekonstruktion.

## Zweck
Die Brücke verband die linksrheinische Stadt in der Nähe der heutigen Salzgasse mit dem rechtsrheinischen Ufer etwa beim heutigen Lanxess Tower, ungefähr entsprechend der heutigen Deutzer Brücke. Sie überspannte den Rhein mit dem rechtsrheinischen römischen Hafen Castrum Divitia, der zwischen 312 und 315 n. Chr. vollendet war. Der mit dem Brückenbau und der Errichtung des Brückenkopfes primär verfolgte Zweck war die Möglichkeit, schnell Truppen über den Rhein auf das rechtsrheinische Gebiet bringen zu können, aus dem Franken das römische Territorium bedrohten. Um zu verhindern, dass die Franken angriffen, erbaute man in Feindesland den Brückenkopf Divitia.
Ungeklärt ist, ob und wann sie abgerissen wurde. Während einerseits angenommen wird, sie habe nur etwa 100 Jahre gestanden, wird andererseits berichtet, sie sei erst im 10. Jahrhundert um 960 abgerissen worden. Andere Quellen gehen wegen der Holzkonstruktion davon aus, dass sie etwa ab 400 n. Chr. verfallen sein könnte.